# Lärportal
Lärportal är en typ av fokuserad och modulär webbportal som är inriktad på lärande. Lärportaler började etableras kring 2005 i t.ex. skolor eller i globala företag med stora behov av flexibelt lärande. Lärportalen är en startpunkt där elever och lärare kan nå flera olika typer av verktyg och resurser för lärande. 
Lärportalen skiljer sig från traditionella så kallade lärplattformar som kom i slutet av 1990-talet genom att lärportalen är mer fokuserad och modulär, och har färre funktioner inbyggda. Istället så är lärportalen byggd för att samverka med och länka till andra system. På så vis kan skolan eller skolhuvudmannen modulärt byta ut funktioner och verktyg allteftersom nya typer av verktyg kommer, eller om befintliga verktyg inte längre är relevanta.

## Drivkrafter och exempel
Lärportaler är en vidareutveckling av de lärplattformar som började komma i slutet av 90-talet i såväl Norden som resten av världen (t.ex. Blackboard (USA 1997), Infomentor (Island 1990), Fronter (Norge 1998), itsLearning (Norge 1998), PingPong (Sverige 1998)). 
Lärportaler drog nytta av teknik och standards för sammanlänkning av webbtjänster som t.ex. SAML2, Open Connect, RESTful APIer Representational State Transfer), nya metoder och verktyg för agil systemutveckling som började etableras åren efter 2000, och utvecklades från grunden för att helt levereras som tjänster via internet, som Molntjänst Software as a service (Saas). På så vis kunde lärportalen fokusera den egna utvecklingen specifikt på stöd för lärandeprocesser, och hålla hög utvecklingstakt här. Funktioner som handlade om annat relevant, t.ex. läromedel, administration, generell kommunikation och dokumenthantering kunde istället länkas till externt. 
Ytterligare globala faktorer som drev på utvecklingen mot lärportaler var den ökande mängden öppna lärresurser på t.ex. Youtube, smarta mobiltelefoner med smalt avgränsade appar, och framväxten av globala samarbetsplattformar från t.ex. Google och Microsoft. 
I Sverige bidrog lokala faktorer, bland annat framväxten av flera olika nischade molntjänster (Software-as-a-Service (SaaS)) inom skolområdet och standards för dataportabilitet som t.ex. SIS TK450 för skolinformation samt Skolfederation för enklare inloggning.
Exempel på lärportaler är
- Agylia - USA
- Edmodo - USA
- Realsmart - UK
- Unikum - Net - Sverige

## Lärportaler i Sverige
De första lärportalerna för skolan i Sverige började användas kring 2005 t.ex. för utvecklingssamtal.
En betydelsefull händelse för etableringen av lärportaler var när Datainspektionen våren 2015 gav svenska kommuner tillåtelse att använda samarbetsplattformar från Google och Microsoft i skolan. Skolor som valde att använda denna typ av generella globala samarbetsplattformar behövde komplettera med specifika funktioner för lärande i enlighet med den svenska läroplanen. De behövde kombinera olika typer av verktyg i vad Sveriges Kommuner och Landsting kallar skolans "Systempussel". Här passade en fokuserad lärportal som länkas till samarbetsplattformen bra.
Under 2015 och 2016 hade enligt upphandlingstjänsten OPIC fokuserade modulära lärportaler gått om breda traditionella lärplattformar som den vanligaste typen av webbstöd för lärande att införa i skolan.

## Funktioner i lärportaler
Exempel på verktyg för lärande som kan finnas inbyggda i en lärportal för skolan är
- Lärlogg och portfolio för reflektion och analys i lärandet
- Pedagogisk planering och hantering av uppgifter och inlämning
- Formativ bedömning och summativ bedömning
- Samarbete kring utvecklingsplaner och utvecklingssamtal
- Läroplaner t.ex. för förskola, skola, gymnasium och komvux

Exempel på verktyg och resurser som ofta kan nås från en lärportal, men som ej är inbyggda
- Verktyg för att hantera schema, närvaro och frånvaro
- Samarbetsplattformar för att kommunicera, skapa och dela dokument.
- Portaler med digitala läromedel och läroresurser
- Digitala verktyg för olika typer av kunskapsprov
- Skoladministrativa system

## Jämförelse och kritik
Fördelen med en lärportal jämfört med lärplattformar är att den är lätt att använda tillsammans med andra typer av mer administrativa webbtjänster och system, t.ex. samarbetsplattformar, frånvarosystem, digitala läromedel och appar. Nackdelen med lärportaler är att de bygger på att skolan eller skolhuvudmannen kompletterar med moderna samarbetsplattformar som Google GSE eller Microsoft Office 365.
Fördelen med en lärplattform jämfört med lärportaler är att en mycket stor mängd funktioner finns inbyggda i lärplattformen från början. En nackdel med lärplattformen är den är så stor att den är svår att använda fullständigt via mobil, att de olika delarna i lärplattformen vanligtvis inte är lika bra som funktioner från mer fokuserade leverantörer, och att överlappet mellan funktioner i samarbetsplattformar och andra verktyg är stort.
Både lärplattformar och lärportaler har kritiserats för att vara svåra att logga in i och svåra att förstå för användare, och att ge nackdelar för de som har dåligt tillgång till mobiler, lärplattor, bärbara datorer och internetuppkoppling. Allteftersom mer och mer av lärandet i skolan bygger på användning av digitala lärverktyg så kan detta leda till en så kallade digital klyfta i skolan.

## Tekniska krav
Vanliga tekniska krav på en modern modulär lärportal är 
- Alla delar fungerar på såväl mobil och lärplatta som bärbara datorer
- Levereras som en molntjänst Software as a service (SaaS)
- Stöd för federerad inloggning baserat på SAML2-standard och metadata enligt Skolfederation
- Stöd för dynamisk inloggningssäkerhet (step-up authentication), så att användare kan börja med enkel autentisering, och sedan öka till stark Autentisering utan att behöva logga ut.
- Drift med 99% tillgänglighet för användare dygnet runt alla dagar på året.
- Automatiserad hantering av arkivlagens krav på arkivering och gallring av elevdokumentation.
- Förberedd för Dataskyddsförordningens krav från maj 2018 (EU GDPR) kring bland annat medgivanden, dataportabilitet mm
- Öppna API-er för integration med externa system, t.ex. för provisionering av användaruppgifter och för integration med t.ex. ärendehanteringssystem